# Ana Terter
Ana Terter (srpski Ана Тертер) bila je bugarska carevna i srpska kraljica.
Bila je kći cara Georgija Tertera I. On je bio oženjen Marijom i Kirom Marijom, a jedna od njih je rodila Anu. (Prema Georgiju Pahimeru, Ana je bila kći Kire.)
Anin je prvi muž bio kralj Srbije Stefan Milutin (slika desno). Bila mu je treća ili četvrta supruga. Bili su možda roditelji kralja Stefana Konstantina. Moguće je da je Ana rodila i Anu-Nedu. (Druga je mogućnost da je majka te Ane bila Elizabeta Arpadović.)
Ipak, Stefan se rastao od Ane. Ana je nakon rastave otišla u Bizantsko Carstvo, gdje se udala za Dimitrija Doukasa Komnenosa Koutroulesa. Rodila mu je sinove Konstantina i Andronika te jednu kćer.
1304. Ana i Dimitrije su optuženi za urotu protiv cara Andronika II. Paleologa te su zatočeni u velikoj palači u Carigradu. Pokušali su pobjeći u Bugarsku, ali nisu uspjeli.